# 한국법학원
한국법학원(韓國法學院, Korean Society of Law)은 대한민국 국내 및 해외의 법률 관련 실무계와 학계 및 국제기구와 단체 간의 상호협력을 증진하고 법률학을 발전시킴으로써 법치주의의 발전과 국민생활의 안정에 이바지하기 위하여 설립된 사단법인이다. 서울특별시 용산구 백범로90길 32, 2층에 있다.

## 설립 근거
- 한국법학원 육성법 제1조[3]

## 연혁
- 1954년 9월 16일 Storey 박사 미국변호사재단, 미국 국무성, 한미재단, Ford재단 및 FOA 등과 한국법학원 설립을 위한 협의 성립
- 1954년 11월 26일 국무회의에서 이승만 대통령 한국법학원 설립 지시
- 1956년 7월 16일 한국법학원 설립 발기인 총회 개최
- 1956년 7월 31일 법무부 사단법인 한국법학원 설립허가
- 1956년 8월 24일 사단법인 한국법학원 설립등기. 초대 정구영 원장 취임
- 1957년 5월 25일 비교법학회 창립
- 1957년 6월 1일 한국민사법연구회 창립
- 1957년 6월 22일 한국형사법학회 창립
- 1957년 7월 18일 한국공법학회 창립
- 1957년 8월 16일 제2대 권승열 원장 취임
- 1957년 9월 19일 한국법철학회 창립
- 1957년 9월 28일 한국상사법연구회 창립
- 1957년 10월 21일 저스티스 통권 제1호 간행 (창간호)
- 1958년 11월 10일 한국노동법학회 창립
- 1961년 1월 17일 제3대 엄민영 원장 취임
- 1963년 제4대 이태희 원장 취임
- 1964년 11월 20일 대한민국영문법전 초판 간행
- 1968년 제5대 황성수 원장 취임
- 1972년 6월 30일 제6대 양준모 원장 취임
- 1972년 7월 15일 한국법학원 월보 간행
- 1978년 4월 10일 제7대 전봉덕 원장 취임
- 1980년 9월 6일 제13차 세계법률가대회 서울대회 개최
- 1981년 12월 9일 제8대 김두현 원장 취임
- 1990년 1월 30일 제9대 문인구 원장 취임
- 1996년 1월 26일 제10대 박승서 원장 취임
- 1997년 1월 31일 제1회 법학논문상 시상
- 2000년 1월 26일 제11대 박우동 원장 취임
- 2004년 1월 27일 제12대 정성진 원장 취임
- 2005년 1월 27일 제13대 이재후 원장 취임
- 2007년 3월 29일 한국법학원 육성법 제정
- 2007년 9월 27일 한국법학원 육성법 시행령 제정
- 2012년 1월 26일 제14대 김용담 원장 취임
- 2017년 1월 제15대 권오곤 원장 취임
- 2022년 1월 제16대 이기수 원장 취임

## 주요 업무
1. 법학의 연구-발표 및 그에 대한 지원
2. 국내외의 법령 및 판례의 조사, 수집 및 연구와 정부, 기타 단체의 법률 관련 용역 사업의 수행
3. 법률서적 및 잡지 등 관련 자료의 출판, 번역
4. 법학연구단체, 기관에 대한 지원
5. 법률가의 국제적 교류
6. 국내외의 법조단체에의 참여
7. 법령의 제정?개폐 및 시행에 대한 건의
8. 법률문화의 향상에 공로가 있는 자에 대한 표창
9. 국민에 대한 법률 지식의 보급
10. 그 밖에 위에 부수하는 사업

## 조직
- 감사

### 한국법학원장

#### 부원장 (5인)
- 법원행정처 차장 (정관상 당연직)
- 헌법재판소 사무차장 (정관상 당연직)
- 법무부 차관 (정관상 당연직)
- 대한변호사협회 부협회장 (관례상 당연직)
- 한국법학교수회 수석부회장 (관례상 당연직)

##### 이사 (20인 이내)
- 총무이사
- 재무이사
- 기획이사
- 연구이사
- 사업이사
- 섭외이사
- 기타이사
  - 법무부 법무실장 (관례상 당연직)
  - 법무부 법무과장 (관례상 당연직)

## 같이 보기
- 대한변호사협회